# میخائیل باکونین
میخائیل الکساندروویچ باکونین (به روسی: Михаи́л Алекса́ндрович Баку́нин)؛ (زاده ۱۸۱۴– درگذشته ۱۸۷۶) آنارشیست انقلابی روس و از بنیان‌گذاران آنارشیسم جمعی بود. او یکی از بانفوذترین چهره‌های آنارشیسم و یکی از بنیان‌گذاران سنت آنارشیسم اجتماعی به‌شمار می‌رود. اعتبار وی به عنوان کنشگر، وی را در قامت یک نظریه‌پرداز برجسته معرفی کرد و نفوذ قابل توجهی در میان رادیکال‌ها در سراسر روسیه و اروپا به دست آورد.

## زندگی
میخائیل باکونین در امپراتوری روسیه در یک خانواده اشرافی روسیه متولد شد و جوانی‌اش را به عنوان یک افسر تازه‌کار در ارتش گذراند، اما در سال ۱۸۳۵ میلادی از ارتش کناره گرفت و به مسکو رفت تا در رشته فلسفه تدریس کند. در دههٔ ۱۸۳۰، باکونین از هگلی‌های جوان بود. وی در سال ۱۸۴۲ روسیه را ترک کرد و سفرهای دنباله‌داری را آغاز کرد. او در ۱۸۴۸ در انقلاب آلمان (قیام درسدن) شرکت جست. در ۱۸۴۹، دستگیر و به دولت روسیه تحویل داده و به حبس ابد محکوم شد. وی پس از مرگ تزار نیکلاس اول، به سیبری (۱۸۵۷) تبعید شد. در ۱۸۶۱، او از تبعید گریخت و به لندن رفت.
باکونین در لندن به مجمع صلح و آزادی پیوست. در کنگرهٔ برن این مجمع (۱۸۶۸)، او و هواداران‌اش که در اقلیت بودند از این سازمان جدا شدند و اتحاد بین‌المللی سوسیال دموکراسی (به انگلیسی: International Alliance of Socialist Democracy) را تشکیل دادند. این سازمان و بین‌الملل اول در ۱۸۶۹ به هم پیوستند. در این‌جا بود که اختلافات باکونین با مارکس بروز کردند.
او به تشکیل دسته‌جات مقاومت علیه سیستم اعتقاد داشت. روش وی در تبلیغ، مسافرت‌های دائمی به نقاط مختلف اروپا بود. او به آنارکومی (آنارشیسم-کمونیسم) اعتقاد داشت که برداشتی جزمی از اعتقادات ویلیام گادوین بود و در آن جامعه به دسته‌جات همکار تقسیم‌بندی می‌شود و از تعاون و همکاری بین گروهی نیازهای خود را برآورده می‌کند.

آثار وی عمدتاً به تشریح جامعه مورد نظر وی و مقایسه و در عین حال بیان برتری ماتریالیسم بر ایده‌آلیسم بنیان یافته‌است. از کتاب‌های او می‌توان به «خدا و دولت» (۱۸۷۱) و «مارکسیسم، آزادی و دولت» (‎۱۸۷۰–۱۸۷۲) اشاره کرد. با اینکه به‌واسطهٔ عباراتی که از وی نقل می‌شود او را از جمله فلاسفه خداناباور می‌دانند، اما احتمالاً به نوعی از مذهب عرفانی اعتقاد داشته‌است.

## اعتقادات
باکونین می‌گفت:
«ساماندهی جامعه می‌بایست به گونه ای باشد که هر فرد، اعم از زن یا مرد، در بدو ورود به زندگی، بتواند وسایل تقریباً مساوی برای رشد استعدادهای متنوع خود و استفاده از آنها را در کار خود بیابد و برای ساماندهی به چنین جامعه ای که با غیرممکن ساختن استثمار کار هر فرد، وی را قادر می‌سازد که از ثروت اجتماعی که در حقیقت تنها با کار جمعی تولید می‌شود، بهره‌مند شود، اما تنها تا آنجا که مستقیماً در خلق آن ثروت مشارکت داشته باشد.»